# Johann August Grunert
Johann August Grunert (Halle, 1797. február 7. – Greifswald, 1872.  június 7.) német matematikus és fizikus.

## Élete
Apja nyomdász volt. Szülővárosában az árvaház neves oktatási intézményében tanult, ahol a matematikát és fizikát Carl Brandan Mollweide tanította. Úgy tűnik, hogy Grunert közelebbi kapcsolatba került vele, ami húsz év múlva abban mutatkozott meg, hogy befejezte a Georg Simon Klügel által elkezdett és Mollweide által folytatott matematikai szótárt, amelyhez két pótkötetet is adott ki (1831–36). 1815-től azzal a céllal kezdte el az egyetemet, hogy építész legyen, de Frierdich Pfaff hallei és Carl Friedrich Gauss göttingeni előadásai eltérítették szándékától és a matematikának szentelte életét. Miután 1820. október 20-án Halléban doktorátust szerzett, 1821 húsvétja után a torgaui gimnázium tanára lett, majd 1828-ban Brandenburgban tanított matematikát és fizikát. 1833 őszén elfogadta a greifswaldi egyetem meghívását, ahol ezt követően harminckilenc éven át a matematika rendes professzora volt, elnyerve végül a titkos kormánytanácsosi címet. Tanárként nagyra értékelték világos előadásmódja miatt. Elméleti matematikusként kevésbé jelentős, noha mintegy 500 tanulmányt írt. Legismertebb a matematikai szótárral kapcsolatban végzett munkássága. 1841-től kezdve kiadta a gimnáziumi tanároknak szánt „Archiv der Mathematik und Physik“ című folyóiratát, amelynek Grunert életében 54 kötete jelent meg.
Több tudományos társaság tagjává választotta, köztük a bécsi, müncheni, stockholmi, uppsalai akadémiák, illetve a Magyar Tudományos Akadémia is.